# Méry-sur-Oise
Méry-sur-Oise és un municipi francès, situat al departament de Val-d'Oise i a la regió d'Illa de França. L'any 2007 tenia 9.190 habitants.
Forma part del cantó de Saint-Ouen-l'Aumône, del districte de Pontoise i de la Comunitat de comunes de la Vallée de l'Oise et des Trois Forêts.

## Demografia

### Població
El 2007 la població de fet de Méry-sur-Oise era de 9.190 persones. Hi havia 3.129 famílies, de les quals 596 eren unipersonals (252 homes vivint sols i 344 dones vivint soles), 712 parelles sense fills, 1.557 parelles amb fills i 264 famílies monoparentals amb fills.
La població ha evolucionat segons el següent gràfic:
Habitants censats

### Habitatges
El 2007 hi havia 3.319 habitatges, 3.168 eren l'habitatge principal de la família, 24 eren segones residències i 127 estaven desocupats. 2.311 eren cases i 977 eren apartaments. Dels 3.168 habitatges principals, 2.243 estaven ocupats pels seus propietaris, 828 estaven llogats i ocupats pels llogaters i 97 estaven cedits a títol gratuït; 90 tenien una cambra, 252 en tenien dues, 558 en tenien tres, 852 en tenien quatre i 1.416 en tenien cinc o més. 2.420 habitatges disposaven pel capbaix d'una plaça de pàrquing. A 1.365 habitatges hi havia un automòbil i a 1.507 n'hi havia dos o més.

### Piràmide de població
La piràmide de població per edats i sexe el 2009 era:
| Homes | Edats   | Dones |
| ----- | ------- | ----- |
| 1     | 95 o +  | 8     |
| 0     | 90 a 94 | 17    |
| 17    | 85 a 89 | 43    |
| 31    | 80 a 84 | 31    |
| 55    | 75 a 79 | 68    |
| 72    | 70 a 74 | 75    |
| 104   | 65 a 69 | 133   |
| 112   | 60 a 64 | 141   |
| 217   | 55 a 59 | 146   |
| 314   | 50 a 54 | 248   |
| 347   | 45 a 49 | 334   |
| 415   | 40 a 44 | 411   |
| 399   | 35 a 39 | 436   |
| 315   | 30 a 34 | 391   |
| 263   | 25 a 29 | 248   |
| 242   | 20 a 24 | 229   |
| 318   | 15 a 19 | 323   |
| 502   | 10 a 14 | 361   |
| 404   | 5 a 9   | 410   |
| 320   | 0 a 4   | 263   |

## Economia
El 2007 la població en edat de treballar era de 6.375 persones, 4.815 eren actives i 1.560 eren inactives. De les 4.815 persones actives 4.461 estaven ocupades (2.363 homes i 2.098 dones) i 354 estaven aturades (171 homes i 183 dones). De les 1.560 persones inactives 341 estaven jubilades, 769 estaven estudiant i 450 estaven classificades com a «altres inactius».

### Ingressos
El 2009 a Méry-sur-Oise hi havia 3.141 unitats fiscals que integraven 9.109,5 persones, la mediana anual d'ingressos fiscals per persona era de 22.609 €.

### Activitats econòmiques
Dels 349 establiments que hi havia el 2007, 5 eren d'empreses extractives, 1 d'una empresa alimentària, 1 d'una empresa de coc i refinatge, 6 d'empreses de fabricació de material elèctric, 21 d'empreses de fabricació d'altres productes industrials, 79 d'empreses de construcció, 68 d'empreses de comerç i reparació d'automòbils, 17 d'empreses de transport, 20 d'empreses d'hostatgeria i restauració, 8 d'empreses d'informació i comunicació, 12 d'empreses financeres, 14 d'empreses immobiliàries, 54 d'empreses de serveis, 27 d'entitats de l'administració pública i 16 d'empreses classificades com a «altres activitats de serveis».
Dels 114 establiments de servei als particulars que hi havia el 2009, 1 era una gendarmeria, 1 oficina de correu, 1 una oficina bancària, 7 tallers de reparació d'automòbils i de material agrícola, 1 taller d'inspecció tècnica de vehicles, 2 autoescoles, 14 paletes, 6 guixaires pintors, 7 fusteries, 16 lampisteries, 11 electricistes, 8 empreses de construcció, 7 perruqueries, 4 veterinaris, 15 restaurants, 8 agències immobiliàries, 1 tintoreria i 4 salons de bellesa.
Dels 11 establiments comercials que hi havia el 2009, 1 era un hipermercat, 2 botiges de menys de 120 m², 2 fleques, 1 una fleca, 1 una peixateria, 1 una botiga de mobles, 1 una perfumeria i 2 floristeries.
L'any 2000 a Méry-sur-Oise hi havia 8 explotacions agrícoles.

## Equipaments sanitaris i escolars
Els 3 equipaments sanitaris que hi havia el 2009 eren farmàcies.
El 2009 hi havia 5 escoles maternals i 5 escoles elementals. Méry-sur-Oise disposava d'un col·legi d'educació secundària amb 568 alumnes.

## Poblacions més properes
El següent diagrama mostra les poblacions més properes.